# Groote Oost

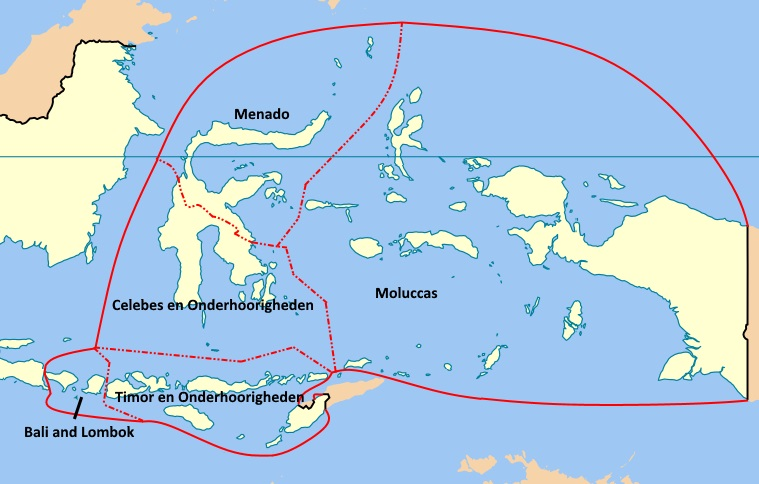

Groote Oost war ab 1938 die Bezeichnung eines Gouvernements in Niederländisch-Indien. Es wurde durch einen Gouverneur verwaltet. Verwaltungssitz war Makassar.
Das Gouvernement bestand aus:
- der Insel Celebes mit zwei Teilgebieten (residenties):
  - Celebes und zugehörige Gebiete Hauptort Makassar.
  - Menado. Hauptort Menado.
- den Kleinen Sunda-Inseln mit 2 Teilgebieten (residenties):
  - Bali-Lombok. Hauptort Buleleng = Singaradja auf Bali.
  - Timor und Onderhoorigheden. Hauptort Kupang auf Timor.
- die 1935 errichtete residentie Molukken, von 1925 bis 1935 als Gouvernement der Molukken bezeichnet, wozu auch Neuguinea gehörte. Hauptort Ambon auf der Insel Ambon.
- die nach dem Zweiten Weltkrieg gegründete Residentie Nieuw-Guinea.